# Wyspy Książęce
Wyspy Książęce (tur. Kızıl Adalar dosł. „czerwone wyspy”) – wyspy po anatolijskiej stronie Stambułu na Morzu Marmara. Grupa dziesięciu wysp i dwóch małych skalnych raf. 
W starożytności zwano je Demonnesoi – Wyspy Ludu, w Bizancjum – Papadanisia – Wyspy Książąt. W czasach bizantyjskich służyły za miejsce zsyłki książąt, księży i księżniczek. W czasach Imperium Osmańskiego zsyłano tu członków rodziny sułtana.
Na wyspy można przepłynąć promem ze Stambułu z Sirkeci, Bostanci lub Kadikoy.
Wyspy: Kınılıada (greckie: Proti), Burgazada (greckie: Antigoni), Kaşık Adası (greckie: Pida), Heybeliada (greckie: Chalki), Büyükada (greckie: Prinkipos), Sedef Adası (greckie: Antherovitos lub Terebintos), Sivriada (greckie: Oksia), Yassıada (greckie: Plati), Tavşan Adası (greckie: Niadri lub Neadros). Wyspy Sivriada i Tavşanadası są niezamieszkane. Kaşıkadası jest własnością prywatną, na Yassıada znajdują się szkoły; pozostałe są zamieszkane. Turyści odwiedzają najchętniej wyspy Büyükada i Heybeliada. Na Büyükada warto zwiedzić cerkiew św. Jerzego (Jorgi), na Kınalıada – monaster Chrystusa Zbawiciela (Hristos Manastiri), na Heybeliada budynki seminarium duchownego (od 1971 nieczynnego) oraz cerkiew św. Jana Chrzciciela i Muzeum Sait Faik na wyspie Burgaz.
Na wyspach dozwolony jest wyłącznie ruch państwowych pojazdów, żadne inne pojazdy nie są wpuszczane, stąd popularnym środkiem transportu są bryczki i rowery.